# Patriarchal-Exarchat Türkei
Das Patriarchal-Exarchat Türkei ist ein in der Türkei gelegenes Patriarchal-Exarchat der syrisch-katholischen Kirche  mit Sitz in Istanbul.

## Geschichte
Das Patriarchal-Vikariat wurde 1908 gegründet. 1991 wurde es zum Patriarchal-Exarchat erhoben. Seit 1985 ist der Ortsordinarius Yusuf Sağ.

## Statistik
| Jahr | Bevölkerung | Bevölkerung | Bevölkerung | Priester     | Priester         | Priester       | Priester               | Ständige Diakone | Ordensleute  | Ordensleute      | Pfarreien |
| Jahr | Katholiken  | Einwohner   | %           | Gesamtanzahl | Diözesanpriester | Ordenspriester | Katholiken je Priester | Ständige Diakone | Ordensbrüder | Ordensschwestern |           |
| ---- | ----------- | ----------- | ----------- | ------------ | ---------------- | -------------- | ---------------------- | ---------------- | ------------ | ---------------- | --------- |
| 1998 | 2.120       | ?           | ?           | 3            | 3                |                | 706                    | 2                |              |                  | 3         |
| 2005 | 2.155       | ?           | ?           | 1            | 1                |                | 2.155                  | 1                |              |                  | 3         |